# Departamentul Filingue
Departamentul Filingue este un departament din  regiunea Tillabéri, Niger, cu o populație de 406.334 locuitori (2001).